# Gruppo di Klein
In matematica, il gruppo di Klein (o anche 4-gruppo di Klein, 4-gruppo, gruppo quadrinomio, Vierergruppe o gruppo trirettangolo, spesso indicato dalla lettera V (cfr. il ted. "Vier", quattro) è il gruppo Z2 × Z2, prodotto diretto di due copie del gruppo ciclico di ordine 2 (o ogni variante isomorfo). Fu chiamato 4-gruppo da Felix Klein nel suo Vorlesungen über das Ikosaeder und die Auflösung der Gleichungen vom fünften Grade nel 1884.
Il gruppo di Klein è il più piccolo gruppo non ciclico. L'unico altro gruppo con 4 elementi, a meno di isomorfismi, è il gruppo ciclico di ordine 4: Z4 (guarda anche la lista dei gruppi piccoli).
Tutti gli elementi del gruppo di Klein (eccetto l'identità) hanno periodo 2.
È un abeliano, e isomorfo al gruppo diedrale di ordine 4.
La tabella di Cayley del gruppo di Klein è la seguente:
| * | 1 | i | j | k |
| - | - | - | - | - |
| 1 | 1 | i | j | k |
| i | i | 1 | k | j |
| j | j | k | 1 | i |
| k | k | j | i | 1 |
In 2D è il gruppo simmetrico di un rombo e di un rettangolo, essendo i 4 elementi l'identità, la riflessione verticale, la riflessione orizzontale, e la rotazione di 180 gradi.
In 3D ci sono tre differenti gruppi di simmetria che algebricamente sono il gruppo di Klein: 
- quello con 3 assi di rotazione perpendicolari: D2
- quello con un asse di rotazione, e un piano perpendicolare di riflessione: C2h = D1d
- quello con un asse di rotazione in un piano di riflessione (e quindi anche in un piano perpendicolare di riflessione): C2v = D1h

I tre elementi di ordine 2 nel gruppo di Klein sono intercambiabili: il gruppo di automorfismo è il gruppo di permutazioni dei 3 elementi. Questa simmetria essenziale può anche essere vista tramite la rappresentazione della permutazione su 4 punti:
V = {id; (1,2)(3,4); (1,3)(2,4); (1,4)(2,3)}
In questa rappresentazione, V è un gruppo normale del gruppo alterno A4
(e anche del gruppo simmetrico S4) su 4 lettere. Infatti, è il nucleo di una mappa suriettiva da S4 a S3.
Secondo la teoria di Galois, l'esistenza del gruppo di Klein (e in particolare, questa rappresentazione) spiega l'esistenza della formula per calcolare le radici delle equazioni di quarto grado in termini di radicali.